# Cartes i menús de restaurant
Cartes i menús de restaurant és una col·lecció formada per més de 1.500 cartes i menús gastronòmics que es troba al CRAI Biblioteca de Farmàcia i Ciències de l'Alimentació, al Campus de l'Alimentació de Torribera de la Universitat de Barcelona, i que és la suma de 3 col·leccions:

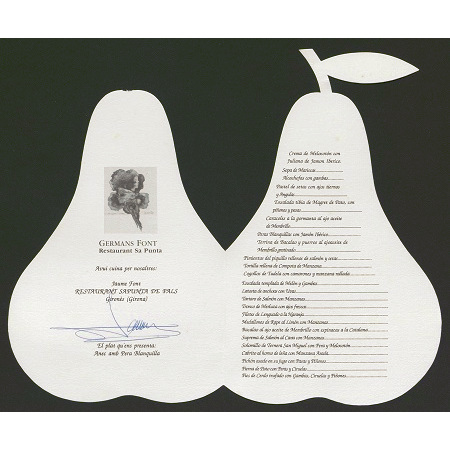
Carta del restaurant Sa Punta, que forma part de la col·lecció Cartes i menús de restaurant

- Carta del restaurant Sa Punta, que forma part de la col·lecció Cartes i menús de restaurantLa primera la formen més de 1.100 cartes de restaurant provinents d’una donació de la Fundació Institut Català de la Cuina i de la Cultura Gastronòmica (FICCG).[2][3] Es tracta de cartes de restaurant que testimonien el patrimoni culinari català i barceloní entre els anys 80 del segle XX i la primera dècada del XXI, i han estat recopilades pel periodista i crític gastronòmic Miquel Sen.

- La segona està formada per 382 menús i cartes que provenen, en la seva majoria, de mostres gastronòmiques, celebracions i aniversaris puntuals recopilats pel periodista Lluís Bofill i Miquel,[4] i en els quals hi tenen una gran importància la cuina de l'Empordanet -zona d’origen del periodista- la cuina de la Cerdanya i les vetllades del cicle de Sopars de grans xefs de cuina celebrades a diferents casinos catalans.[5]

- La tercera,[6] oberta, des de l’any 2021 recull els donatius de diferents particulars, formada per 124 cartes i menús dels anys 80 fins a l'actualitat, la majoria de Catalunya. El nucli de la col·lecció està format per cartes provinents en gran part de les donacions del desaparegut Restaurant Ca n'Armengol i de l’artista Xavier Olivé. També incorpora cartes donades pel Campus de l’Alimentació de Torribera, així com pel pintor Antoni Vives Fierro, la xef Carme Ruscalleda i El Celler de Can Roca, entre d'altres.

A la col·lecció s'hi poden trobar cartes de restaurants de referència com El Bulli, El Racó de Can Fabes, El Celler de Can Roca, l'ABaC, Ca l’Isidre, Les Cols, Drolma, la Fonda Gaig, Gorria, Hotel Empordà, Lasarte, Neichel, Pitarra o Via Veneto, entre d'altres. 800 dels exemplars que formen part d’aquesta col·lecció es poden consultar a la Memòria Digital de Catalunya (MDC), dins la col·lecció digital Cartes de restaurant (1980-2012).
L’any 2021 el CRAI de Farmàcia i Ciències de l’Alimentació en va fer una exposició en format físic i virtual, amb una selecció d’exemplars que es pot visitar a la seu del Campus Torribera.
Una selecció de les cartes manuscrites que hi ha a la col·lecció forma part del projecte col·laboratiu Transcriu-me!!, on es transcriuen documents manuscrits per tal de fer-los més accessibles.